# J-Stars Victory Vs
J-Stars Victory Vs (ジェイスターズ ビクトリーバーサス Jei Sutāzu Bikutorī Bāsasu?) es un videojuego de pelea que reúne a varios de los personajes de la Weekly Shonen Jump para conmemorar el 45.º aniversario de la revista. Fue creado por Namco Bandai Games y se distribuyó el día 19 de marzo de 2014. Es el quinto juego crossover de Shônen Jump, tras Famicom Jump: Hero Retsuden, Jump Super Stars, Jump Ultimate Stars y Battle Stadium D.O.N. En diciembre de 2014 se dio a conocer que el juego iba a comercializarse fuera de Japón, llegando así a tierras de occidente bajo el nombre de J-Stars Victory Vs+. Esta versión añade un modo arcade adicional y con la novedad de lanzarse en PlayStation 4.

## Características
Se dio a conocer como Project Versus J y fue anunciado por primera vez en diciembre de 2012, en la segunda edición 2013 de la Weekly Shonen Jump. Fue hecho para conmemorar el 45 aniversario de la Jump, y se presenta como su "juego final". Además, existe una edición premium que incluye 21 canciones de los anime. Más tarde se dio a conocer que Bandai Namco no planeaba lanzar ningún DLC, por lo que con solo comprar el juego se podría acceder a todo el contenido.
El juego, aunque es de lucha, contiene un modo de juego (modo historia) dónde tenemos que navegar por los diferentes mundos de la Jump, activando eventos, reclutando personajes y combatiendo llamado Modo Jump Festival. La historia se cuenta mediante el estilo "Visual Novel".

## Jugabilidad
El modo de juego es de pelea hasta 4 jugadores (1vs1, 2vs2 o 1vs3), divididos en 2 equipos con 2 miembros jugables y uno de apoyo. La jugabilidad es similar a la de los Dragon Ball Z: Budokai Tenkaichi  y a la de Naruto Shippuden Ultimate Ninja Storm, aunque su estilo gráfico es más similar a Dragon Ball: Zenkai Battle Royale. Los guerreros pueden mover y combatir en todos los sentidos de un campo de batalla en 3D. También existe un modo en línea 2vs2 y un multijugador offline en PlayStation 3 a modo de pantalla partida y en PlayStation Vita a modo de Adhoc.
Un personaje derrotado vuelve después de una cierta cantidad de tiempo. Para ganar la batalla, las tres secciones del indicador de victoria en la parte superior de la pantalla tiene que ser llenado, el medidor se llena una sección cada vez que un oponente es derrotado. Los guerreros pueden usar ataques normales, ataques de energía, ataques zonales y movimientos finales. Los ataques regulares son la parte principal de la batalla, y todos los combos comienzan con ellos. Estos, además, pueden destruir parcialmente el escenario. Los ataques basados en zonas permiten golpear a los oponentes en un área amplia.

## Personajes jugables y de apoyo
El juego cuenta con 52 personajes de 32 series diferentes de la Shonen Jump. 39 de estos personajes son jugables, mientras que 13 de ellos serán utilizados como apoyo. También aparecen otros personajes en la historia a modo de cameo.
| Ansatsu Kyoshitsu - Koro-sensei (Tomokazu Seki) Bobobo - Bobobo (Takehito Koyasu) junto a Don Patch (Masaya Onosaka) Beelzebub - Tatsumi Oga (Katsuyuki Konishi) junto a Bebé Beel (Miyuki Sawashiro) Bleach - Ichigo Kurosaki (Masakazu Morita) - Rukia Kuchiki (Fumiko Orikasa) - apoyo - Sōsuke Aizen (Sho Hayami) Chinyūki -Tarō to Yukaina Nakama-tachi- - Tarô Yamada (Motoko Kumai) D.Gray-man - Allen Walker (Sanae Kobayashi) - apoyo Dr. Slump - Arale Norimaki (Mami Koyama) Dragon Ball - Son Gokū (Masako Nozawa) - Vegeta (Ryo Horikawa) - Freezer (Ryusei Nakao) Gintama - Gintoki Sakata (Tomokazu Sugita) - Kagura (Rie Kugimiya) junto a Sadaharu - apoyo Haikyū!! - Sōyō Hinata (Ayumu Murase) - apoyo Hokuto no Ken - Kenshiro (Katsuyuki Konishi) - Raoh (Tessho Genda) Hunter × Hunter - Gon Freecss (Megumi Han) - Killua Zoldyck (Mariya Ise) - Hisoka (Daisuke Namikawa) - apoyo Jigoku Sensei Nūbē - Meisuke Nueno (Nūbē) (Ryotaro Okiayu) JoJo's Bizarre Adventure - Jonathan Joestar (Kazuyuki Okitsu) - Joseph Joestar (Tomokazu Sugita) Katekyō Hitman Reborn! - Tsunayoshi Sawada (Yukari Kokubun) junto a Reborn (Neeko) Kochira Katsushika-ku Kameari Kōen-mae Hashutsujo - Kankichi Gianryotsu (LaSalle Ishii) Kuroko no Basuke - Tetsuya Kuroko (Kenshō Ono) - apoyo | Majin Tantei Nōgami Neuro - Neuro Nogami (Takehito Koyasu) - apoyo Medaka Box - Medaka Kurokami (Aki Toyosaki) - Misogi Kumagawa (Megumi Ogata) - apoyo Naruto - Naruto Uzumaki (Junko Takeuchi) - Sasuke Uchiha (Noriaki Sugiyama) - Madara Uchiha (Naoya Uchida) Nisekoi - Chitoge Kirisaki (Nao Toyama) - apoyo One Piece - Monkey D. Luffy (Mayumi Tanaka) - Boa Hancock (Kotono Mitsuishi) - Portgas D. Ace (Toshio Furukawa) - Akainu (Fumihiko Tachiki) Pyu to Fuku! Jaguar - Jaguar Junichi (Keiji Fujiwara) - apoyo Rurouni Kenshin - Kenshin Himura (Mayo Suzukaze) - Makoto Shishio (Masanori Ikeda) Saiki Kusuo no Psi-nan - Kusuo Saiki (Shintarō Asanuma) Saint Seiya - Seiya de Pegaso (Masakazu Morita) Sakikage!! Otokojuku - Momotaro Tsurugi (Hideyuki Hori) - Heihachi Edajima (Unshō Ishizuka) - apoyo Sket Dance - Bossun (Hiroyuki Yoshino) (Los tres juntos) - apoyo - Himeko (Ryōko Shiraishi) (Los tres juntos) - apoyo - Switch (Tomokazu Sugita) (Los tres juntos) - apoyo To Love-Ru - Lala Satalin Deviluke (Haruka Tomatsu) - apoyo Toriko - Toriko (Ryotaro Okiayu) - Zebra (Kenji Matsuda) Tottemo! Luckyman - Luckyman (Mayumi Tanaka) Yū Yū Hakusho - Yūsuke Urameshi (Nozomu Sasaki) - Hiei (Nobuyuki Hiyama) - Toguro, el menor (Tessho Genda) |

## Escenarios
El juego también cuenta con diversos escenarios caracterizados por su gran amplitud:
| Bleach - Sociedad de Almas Dr. Slump - Villa Pingüino Dragon Ball Z - Planeta Namek Gintama - Yoshiwara Kochira Katsushika-ku Kameari Kōen-mae Hashutsujo - Ciudad Katsushika Naruto - Konoha | One Piece - Arabasta Rurouni Kenshin - Techo del Cuartel de Juppongatana Saint Seiya - Santuario Toriko - Cielo de vegetales Yu Yu Hakusho - Arena del Torneo Oscuro de las Artes Marciales |

## Recepción
El juego se le dio una puntuación de la crítica del 32/40 en Famitsu con los cuatro revisores dando al juego 8/10. En su primera semana de lanzamiento, la versión para PS3 del juego vendió 118.240 unidades en Japón, mientras que la versión de Vita vendió 97.821 unidades. Las ventas japonesa especializada Media Create informó que la versión para PS3 del juego se vende a través de 86,55% de su envío, mientras que la versión Vita vende a través de 89,25% de su envío. Para una versión multiplataforma, la versión de Vita le fue bien, dijo Media Create.